# Verwaltungsgemeinschaft Waging am See
Die Verwaltungsgemeinschaft Waging am See (amtlich: Waging a.See) liegt im oberbayerischen Landkreis Traunstein und wird aus folgenden Gemeinden gebildet:
1. Taching a.See, 2027 Einwohner, 26,75 km²
2. Waging a.See, Markt, 6780 Einwohner, 48,86 km²
3. Wonneberg, 1563 Einwohner, 18,01 km²

Sitz der Verwaltungsgemeinschaft ist Waging am See.
Das ursprünglich vierte Mitglied, die Gemeinde Petting, wurde mit Wirkung ab 1. Januar 1986 entlassen und hat seither als Einheitsgemeinde eine eigene Verwaltung.